# 西雅图酋长

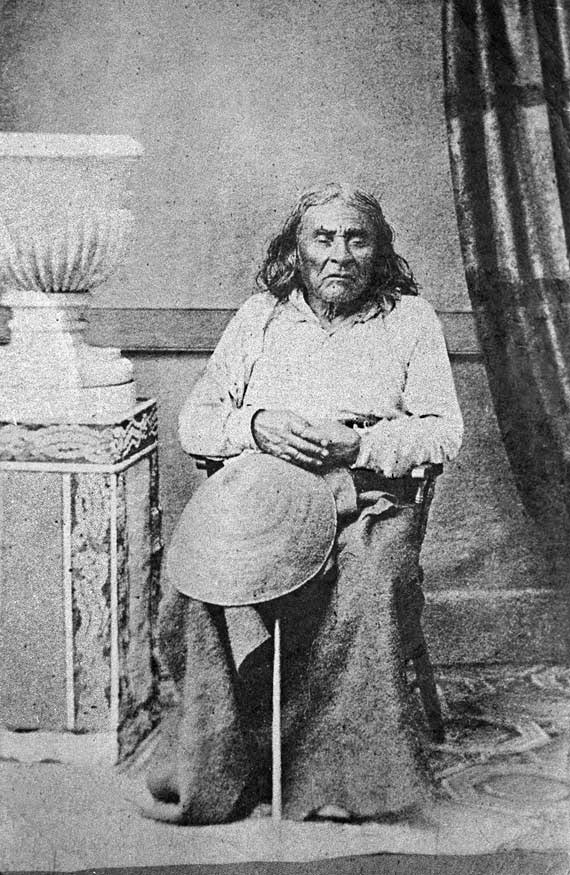
西雅图酋长

西雅图酋长（Chief Seattle，約1786年—1866年6月7日）是美国华盛顿州境内的印第安人部落的领袖，信奉天主教，乐于与白人移民共处并同西雅图城市的创立者之一戴维·斯温森·梅纳德建立了私人友谊。根据梅纳德的建议，西雅图即得名于西雅图酋长。

## 外部連結
- Suquamish Museum & Cultural Center
- Chief Seattle and Chief Joseph: From Indians to Icons（页面存档备份，存于） - University of Washington Library
- Chief Seattle grave (The Traveling Twins videoclip) （页面存档备份，存于）
- . . 1900.